# Тафунсак
Тафунсак (енгл. Tafunsak) је град који се налази у истоименој општини у држави Кошај која је у саставу Савезне Државе Микронезије. У општини живи 2.457 становника, према подацима из 2000. године.